# Raj Reddy
Dabbala Rajagopal „Raj“ Reddy (* 13. června 1937) je indicko-americký počítačový vědec. V roce 1994 obdržel za vývoj umělé inteligence Turingovu cenu, nejprestižnější ocenění v oboru. Tuto cenu získal jako první člověk pocházející z Asie (izraelský laureát z roku 1976, Michael O. Rabin, se narodil ve Vratislavi). Reddy vytvořil několik průlomových systémů pro strojové rozpoznávání řeči, včetně hlasového ovládání robota.
Vystudoval na univerzitě v Madrasu (1958) a Univerzitě Nového Jižního Walesu (1960) v Austrálii. V letech 1960–1963 pracoval pro australské ústředí IBM, poté se vydal do Spojených států, kde na Stanfordově univerzitě získal v roce 1964 magisterský a v roce 1966 doktorský titul (Ph.D.) v oboru počítačové vědy. Od roku 1969 vědecky pracoval na Univerzitě Carnegieho–Mellonových, v roce 1973 se zde stal řádným profesorem a v roce tam 1979 založil významný ústav Robotics Institute, který vedl až do roku 1991. Patřil k zakladatelům American Association for Artificial Intelligence a v letech 1987–1989 byl jejím prezidentem.